# Sergiu Negruț
Sergiu Dorin Negruţ (sinh ngày 1 tháng 4 năm 1993) là một cầu thủ bóng đá România hiện tại thi đấu cho Beroe Stara Zagora.

## Danh hiệu

### Câu lạc bộ
CFR Cluj
- Cúp bóng đá România: 2015–16